# Josef Fitzthum
Josef Fitzthum, né le 14 septembre 1896 à Loimersdorf et décédé le 10 janvier 1945 à Wiener Neudorf, est un général autrichien, haut officier de la Waffen-SS et représentant du Reichsführer-SS Heinrich Himmler en Albanie pendant la Seconde Guerre mondiale.

## Biographie
En 1916, il s'engage dans l'armée austro-hongroise et est déployé sur le front italien. En janvier 1919, il fut démobilisé de l'armée austro-hongroise et, de 1923 à 1933, travailla comme secrétaire à l'École des arts appliqués de Vienne. Il adhère au parti nazi en 1931 (n° 363 169) et à la SS l'année suivante (n° 41 936). En avril 1932, il entra dans le XI. SS-Standarte à Vienne, qu'il commanda de septembre 1932 aux six mois suivants. Après s'être expatrié d'Autriche en mars 1936, il est promu au grade de SS-Standartenführer (colonel). En mai 1936, il est affecté à la division SS Germania.
D'octobre 1937 à mars 1938, il participa à des activités pour le compte du Sicherheitsdienst. À la suite de l'Anschluss, il est nommé chef adjoint de la police de Vienne du 12 mars 1938 à mars 1940. En mars 1938, il a participé à plusieurs réunions et cérémonies publiques de haut niveau avec Heinrich Himmler, Kurt Daluege, Karl Wolff, Reinhard Heydrich et Ernst Kaltenbrunner au cours desquelles les forces de police autrichiennes à Vienne ont été examinées. En 1940, il a été démis de ses fonctions pour corruption. La même année, il est transféré dans la Waffen-SS et nommé commandant d'infanterie dans la SS-Totenkopfverbände. Entre la mi-avril 1942 et mai 1943, il opère aux Pays-Bas en tant que commandant de la création de l'Aufstellung von Freiwilligen-Verbänden der Waffen-SS.
Entre octobre 1943 et le 1er janvier 1945, il est nommé représentant spécial du Reichsführer-SS Heinrich Himmler pour agir comme son plénipotentiaire personnel en Albanie. En tant qu'ancien chef de la police de Vienne, sa mission principale était de créer une force de police albanaise. Néanmoins, en peu de temps, il conçut l'idée de constituer des légions albanaises comme les Autrichiens l'avaient fait pendant la Première Guerre mondiale mais au sein de la Waffen-SS. C'est ainsi que Fitzthum organisa d'avril à juin 1944 le recrutement et l'entraînement du 21e Waffen-Gebirgs-Division der SS Skanderbeg.
Combattant politique expérimenté, Fitzthum a rapidement monopolisé à la fois les pouvoirs du Reich en Albanie (usurpant même ceux du ministère allemand des Affaires étrangères) et les systèmes d'administration politiques albanais locaux. En août 1944, il est promu SS-Gruppenführer et bénéficie de pouvoirs très étendus. En septembre 1944, il nomma directement un « comité de contrôle » de trois hommes pour Tirana comprenant Prengë Previzi (un obscur collaborateur politique), le chef officiel de la police secrète albanaise sous les nazis, et le général Gustav von Myrdacz (un officier militaire autrichien qui avait pris sa retraite à Tirana après la Première Guerre mondiale).
« Des officiers de l'armée régulière ont dénoncé la vague d'arrestations de Fitzthum ainsi que le transport de quelque 400 prisonniers albanais hors d'Albanie, contrevenant directement aux accords existants». Le 2 octobre 1944, lorsque les Allemands décidèrent d'évacuer officiellement l'Albanie, Fitzthum était peut-être l'homme le plus puissant de tout le pays. Lors de leur retrait, Fitzthum aida Xhafer Deva à mettre en place, armer et équiper une administration locale et une force de défense au Kosovo. À son retour dans le Troisième Reich, il est affecté à la 18e division SS Horst Wessel en tant que commandant du 3 au 10 janvier 1945, date à laquelle il est tué dans un accident de voiture à Wiener Neudorf. Il fut enterré à Vienne.